# SS Kronprinzessin Cecilie (1906)
El SS Kronprinzessin Cecilie fue un transatlántico construido en Stettin (Alemania) en 1906 para la Hapag-Lloyd. El buque contaba con las mayores máquinas de vapor jamás instaladas en un barco, y que constituyó además el último de los cuatro barcos hermanos de la Clase Kaiser (además de ser también el último barco alemán con cuatro chimeneas). Se empleó para el servicio transatlántico entre su puerto de origen, Bremen, y Nueva York hasta el estallido de la Primera Guerra Mundial.

## Historia

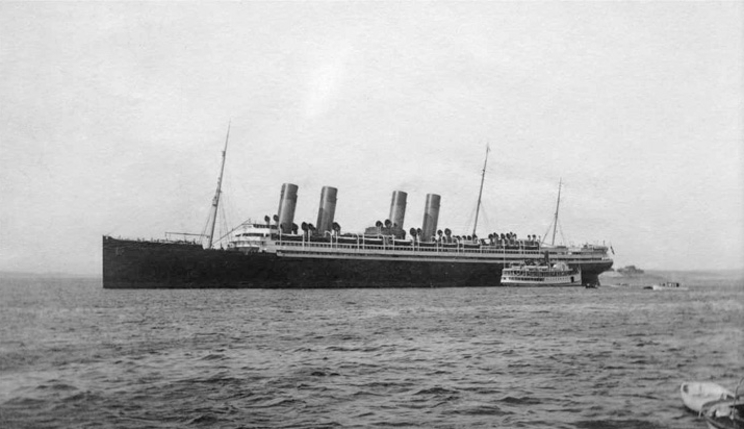
El Kronprinzessin Cecilie en Bar Harbor (Maine), con la parte superior de sus chimeneas pintadas de negro para imitar al de la naviera británica White Star Line

El 4 de agosto de 1914, el Kronprinzessin Cecilie se encontraba en mar abierto después de salir de Nueva York, viró y se internó en Bar Harbor (Maine), donde fue retenido por los Estados Unidos, entonces país neutral en la Primera Guerra Mundial. Después de que entraran en guerra en abril de 1917, el barco quedó incautado, puesto al servicio de la Armada de los Estados Unidos y rebautizado como USS Mount Vernon (ID-4508).   
Cuando los estadounidenses se apoderaron del barco, se hicieron varios cambios para adaptarlo a una situación de guerra. Lo más destacado fue la adición de cañones adicionales para la defensa, la modificación del puente y una cofa adicional en el mástil principal. Todo el barco fue repintado con camuflaje disruptivo. El patrón había sido diseñado por el estadounidense Everett Warner.
Mientras servía como buque de transporte de tropas, el Mount Vernon fue torpedeado en septiembre de 1918. Aunque dañado, fue capaz de llegar a puerto para las reparaciones y regresó al servicio.   
El 17 de octubre de 1919, el Mount Vernon fue transferido al Departamento de Guerra para ser operado por el Servicio de Transporte del Ejército, donde el buque fue asignado a la flota del Pacífico del Ejército con base en Fort Mason (San Francisco, siendo renombrado como USAT Mount Vernon.   
El USAT Mount Vernon hizo un viaje entre marzo y julio de 1920 a Vladivostok, embarcando elementos de la Legión Checoslovaca para ser desembarcados en Trieste (Italia), y 300 prisioneros de guerra alemanes con destino a Hamburgo. A su regreso, el barco fue entregado a la Junta de Transporte Marítimo de los Estados Unidos y amarrado en Solomons (Maryland).  
Después de este viaje, el barco se dirigió a la bahía de Chesapeake en agosto de 1920. El barco ya nunca fue aprovechado, y cuando la Segunda Guerra Mundial estaba a punto de convertirse en un hecho en 1939, los estadounidenses ofrecieron el antiguo Kronprinzessin Cecilie a los británicos como transporte de tropas, pero lo consideraron demasiado viejo. El vapor quedó atracado en la bahía de Chesapeake y permaneció allí sufriendo una progresiva corrosión, hasta que, el 13 de septiembre de 1940, fue remolcado y desguazado en Baltimore (Maryland).